# Czacza

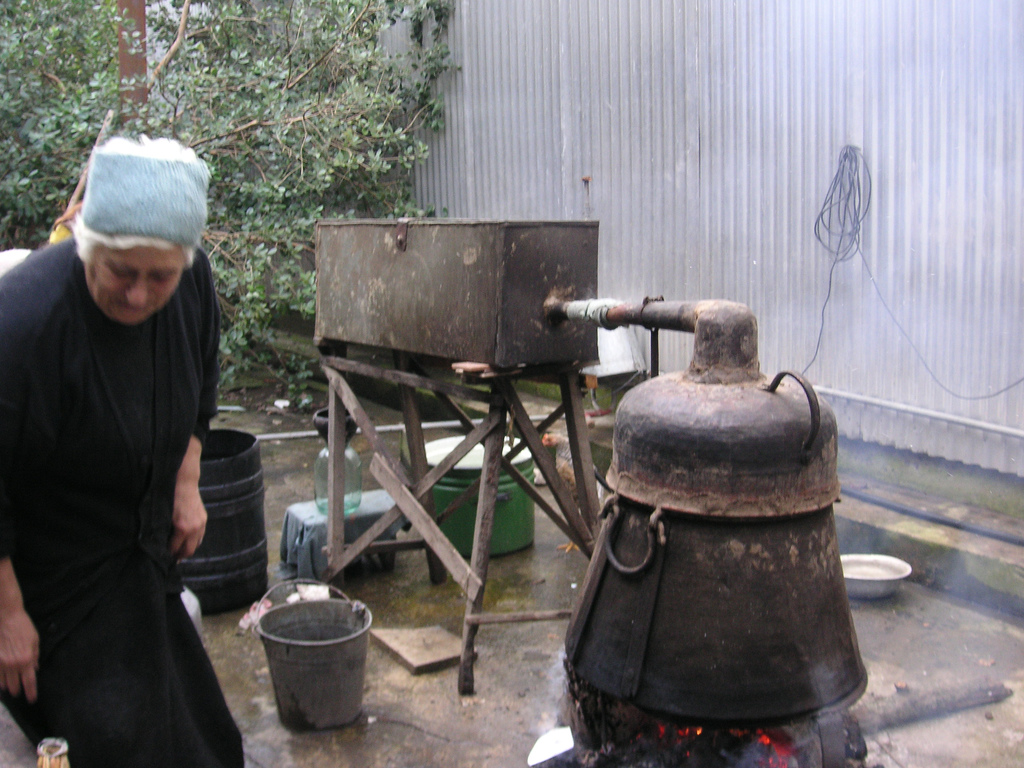
Produkcja czaczy domowym sposobem w Gruzji

Czacza (gruz. ჭაჭა) – gruziński alkohol produkowany z wytłoków winogronowych. 
Czacza stanowi odpowiednik włoskiej grappy. Napój zawiera 40–50% alkoholu (czasami do 60%).